# Демидов Василь Олександрович
Васи́ль Олекса́ндрович Деми́дов (біл. Васіль Аляксандравіч Дзямідаў; 12 квітня 1921 — 11 червня 1989) — радянський військовик, в роки Другої світової війни — командир авіаційної ланки 10-го окремого розвідувального авіаційного полку, старший лейтенант, Герой Радянського Союзу (1945).

## Життєпис
Народився в містечку Черея, нині — Чашницького району Вітебської області Білорусі, в сім'ї службовця. Білорус. У 1940 році закінчив десятирічку і Вітебський аероклуб.
До лав РСЧА призваний Вітебським МВК у 1940 році й направлений на навчання в Борисовську військову школу пілотів. З початком німецько-радянської війни разом зі школою евакуйований до Омська. У 1942 році закінчив Омську військову авіаційну школу пілотів. У 1942—1943 роках проходив військову службу у 1-й навчально-тренувальній авіаційній бригаді Московського військового округу.
На фронтах німецько-радянської війни з березня 1943 року: у складі 10-го окремого розвідувального авіаційного полку воював на Західному, 3-му Білоруському і 1-му Прибалтійському фронтах. Пройшов шлях від льотчика до командира авіаційної ланки.
До 28 лютого 1945 року старший лейтенант В. О. Демидов здійснив 226 успішних бойових вильотів на літаку Пе-2, брав участь у 16 повітряних боях, в яких його екіпажем збило 2 літаки супротивника.
По закінченні війни продовжив військову службу в частинах ВПС СРСР. З 1945 року — заступник командира 10-го окремого розвідувального авіаційного полку у складі військ Білоруського військового округу. У 1955 році закінчив Військово-повітряну академію, у 1956 році — Рязанську офіцерську школу бойового застосування. З 1956 року — командир авіаційної ескадрильї 550-го бомбардувального авіаційного полку 79-ї важкої бомбардувальної авіаційної дивізії. З травня 1957 року — заступник командира з льотної підготовки і перший заступник командира 1224-го важкого бомбардувального авіаційного полку, а з 1959 року — командир цього ж полку.
У березні 1960 року переведений до Ракетних військ стратегічного призначення СРСР. Протягом 1960—1961 років — командир 309-го ракетного полку 200-ї ракетної бригади.
У жовтні 1961 року підполковник В. О. Демидов звільнений у запас. Мешкав у Вітебську. Працював викладачем початкової військової підготовки у середній школі № 21, з 1966 року — диспетчер служби повітряного руху Вітебського аеропорту. 15 травня 1975 року присвоєне військове звання полковник. З 1980 року — на пенсії.

## Нагороди
Указом Президії Верховної Ради СРСР від 15 квітня 1945 року «за зразкове виконання бойових завдань командування на фронті боротьби з німецькими загарбниками по ліквідації угруповання німців південно-західніше міста Кенігсберг і оволодіння містом Кенігсберг та виявлені при цьому відвагу і героїзм» старшому лейтенантові Демидову Василю Олександровичу присвоєне звання Героя Радянського Союзу з врученням ордена Леніна (№ 39463) і медалі «Золота Зірка» (№ 6248).
Також нагороджений чотирма орденами Червоного Прапора (29.06.1943, 12.08.1944, 29.06.1945, 28.09.1945), орденами Богдана Хмельницького 3-го ступеня (28.11.1944), Вітчизняної війни 1-го (11.03.1985) та двічі 2-го (06.09.1943, 19.02.1944) ступенів, Червоної Зірки (30.12.1956) і медалями.
Військовий льотчик 1-го класу (18.02.1959).